# Anarquismo e Outros Ensaios
Anarquismo e Outros Ensaios (Anarchism and Other Essays) é um livro publicado em 1910. Trata-se de uma coletânea de artigos escritos até então pela ativista libertária Emma Goldman. 
Os artigos contidos nestes livros são: 
- Anarchism: What It Really Stands For
- Minorities Versus Majorities
- The Psychology of Political Violence
- Prisons: A Social Crime and Failure
- Patriotism: A Menace to Liberty
- Francisco Ferrer and The Modern School
- The Hypocrisy of Puritanism
- The Traffic in Women
- Woman Suffrage
- The Tragedy of Woman's Emancipation
- Marriage and Love
- The Drama: A Powerful Dissimenator of Radical Thought